# Louis-Ernest Béjard
Louis-Ernest Béjard, francoski general, * 1879, † 1956.